# Moshtaq Ahmadi
Moshtaq Ahmadi (* 21. April 1996 in Parwan, Afghanistan) ist ein schwedisch-afghanischer Fußballspieler.

## Karriere
Moshtaq Ahmadi erlernte das Fußballspielen in der Jugendmannschaft des Ljungby IF im schwedischen Ljungby. Seinen ersten Vertrag unterschrieb er am 1. Januar 2016 beim Lundby IF in Göteborg. Nach einem Jahr kehrte er zu Ljunbgy IF zurück. Über die schwedischen Vereine Räppe GoIF, FC Linköping City und dem Ariana FC ging er Mitte Juli 2021 nach Asien. Hier unterschrieb er in Thailand einen Vertrag beim Customs Ladkrabang United FC. Der Verein aus Samut Prakan spielte in der zweiten thailändischen Liga, der Thai League 2. Sein Zweitligadebüt für die Customs gab er am 5. September 2021 (1. Spieltag) im Auswärtsspiel beim Khon Kaen FC. Hier stand er in der Startelf und spielte die kompletten 90 Minuten. Die Customs gewannen das Spiel 2:0. Seine ersten beiden Tore in der zweiten Liga schoss er am 15. September 2021 (3. Spieltag) im Auswärtsspiel beim Ranong United FC. Hier traf er in der 30. Minute zur 1:0-Führung sowie in der Nachspielzeit zum 3:3-Ausgleich. Das Spiel endete 3:3. Für die Customs bestritt er 2021 neun Zweitligaspiele. Nach der Hinrunde wurde sein Vertrag nicht verlängert. Vom 1. Januar 2022 bis Anfang März 2022 war er vertrags- und vereinslos. Am 7. März 2022 nahm ihn der Viertligist Ariana FC bis Mitte August 2022 unter Vertrag. Mit dem Verein spielte er in der Staffel Södra Götaland. Am 19. August 2022 unterzeichnete er einen Vertrag beim ebenfalls in der Staffel Södra Götaland spielenden Räppe GoIF in Växjö.